# European Women’s Lobby
Die Europäische Frauenlobby (EFL); auf Englisch: European Women's Lobby (EWL); auf Französisch Lobby Européen des Femmes (LEF), ist eine internationale, auf europäischer Ebene agierende Lobbyorganisation für die Interessen von Frauen. Sie genießt beratenden Status im Europarat und im Wirtschafts- und Sozialrat der Vereinten Nationen sowie Beobachterstatus im Beratenden Ausschusses für Chancengleichheit bei der Europäischen Kommission.

## Geschichte und Ziele
Verschiedene Vordenker hatten sich im Vorfeld für die Einrichtung einer Frauenlobby auf europäischer Ebene eingesetzt, und ab 1982 fanden Konferenzen von den Mitgliedsstaaten der EWG statt, bei denen es zunächst zur Konfrontation zwischen Feministinnen, traditionellen Frauenorganisationen sowie Vertreterinnen staatlicher Institutionen kam. Zu prominenten Figuren der Gründungsphase gehörten unter anderen Fausta Deshormes und Hilde Albertini (Informationsdienst für Frauenfragen), Odile Quitin (Generaldirektion V der Europäischen Kommission), Liliana Richetta, Helga Thieme, Jacqueline de Groote. Seitens des Deutschen Frauenrates waren Irmgard Blättel und Marlies Kutsch an dem Vorhaben beteiligt. Die Gründung der EFL wurde 1987 auf einer Konferenz in London beschlossen und in den Folgejahren bis 1990 umgesetzt. Das gesetzte Ziel war die Teilnahme von Frauen und die Berücksichtigung von deren Interessen bei politischen Entscheidungen (legislativer oder administrativer Art) auf europäischer Ebene, bei denen etwa der innere Markt oder das gesellschaftliche Leben betroffen sind. So soll die EFL als Ansprechpartner eine Vermittlerrolle zwischen Bürgern und EU-Institutionen schaffen und zugleich eine Kontrollfunktion gegenüber den Institutionen wahrnehmen. Umgekehrt soll die EFL zugleich ihre Mitgliedsverbände über anstehende Entscheidungsprozesse informieren.
Zu den vorrangigen Zielen gehört bei dieser Interessenwahrung die Förderung von Gender-Mainstreaming, Gleichstellung der Geschlechter, Menschenrechten von Frauen sowie die Bekämpfung von sexistischer Diskriminierung. Neben parlamentarischem Lobbyismus veranstaltet die EFL öffentliche Kampagnen.
Gefördert wird die EFL von der Europäischen Kommission, die der neuen Organisation seit 1990 ein Sekretariat in Brüssel finanziert. Im Gründungsjahr 1990 gab es 12 nationale Dachverbände und 17 europaweit tätige Nichtregierungsorganisationen, die als Gründungsmitglieder der EFL zählen.

## Mitglieder
Aktuell  zählen 19 internationale und 31 nationale Verbände zu den institutionellen Mitgliedern der EFL, sowohl aus Mitgliedsländern der Europäischen Union wie auch aus Beitrittskandidaten. Diese Dachverbände wiederum organisieren insgesamt mehr als 2500 Frauenorganisationen. In mehreren EU-Staaten gab es keinen gemeinsamen Dachverband, der gemeinsame Interessen von nationalen Frauenverbände vertreten durfte, weshalb sich zur nationalen Zusammenarbeit Koordinierungsstellen bildeten, die eine solche Aufgabe wahrnehmen konnten.
Weitere 10 meist nationale Frauenverbände werden als unterstützende Mitglieder gezählt, da sie weder der nationale Dachverband eines Landes sind, noch eine Aktivität in ausreichend vielen Mitgliedsstaaten in der EU aufweisen.
| Name des Verbands | Nationalität           | vertretene Verbände/Vereine | Gegründet       | Mitgliedschaft seit |
| --- | ---------------------- | --- | --------------- | ------------------- |
| Avrupa Kadın Lobisi Türkiye Koordinasyonu (Türkische Koordinierungsstelle für die EFL)                                                  | Türkei                 | | 1997            |                     |
| Belgische Koordinierungsstelle für die EFL                                                                                              | Belgien                | 2 Landesteile (Conseil Des Femmes Francophones de Belgique und Nederlandstalige Vrouwenraad), mit jeweiligen Mitgliedsverbänden                                               | 1974            | 1990                |
| Bulgarische Koordinierungsstelle für die EFL                                                                                            | Bulgarien              | noch kein geschlossener Dachverband | 2005            | 2005                |
| Business and Professional Women Europe                                                                                                  | multinational          | Europa-Ableger des weltweiten Netzwerks | 1930            |                     |
| BUPL (Dänische Union für frühkindliche Erzieher)                                                                                        | Dänemark               | unterstützendes Mitglied | 1973            | -                   |
| CESI (Europäische Union der Unabhängigen Gewerkschaften)                                                                                | multinational          | 22 Gewerkschaftsverbände | 1990            |                     |
| Česká ženská lobby (Tschechische Frauenlobby)                                                                                           | Tschechien             | 32 Verbände | 2001            | 2005                |
| CLEF (Französische Koordinierungsstelle für die EFL)                                                                                    | Frankreich             | 75 Verbände, kein geschlossener Dachverband | 1991            | 1990                |
| Conseil National des Femmes du Luxembourg (Nationalrat der Frauen von Luxemburg)                                                        | Luxemburg              | 12 Verbände | 1975            | 1990                |
| Coordinadora Española para el Lobby europeo de Mujeres (Spanische Koordinierungsstelle für die EFL)                                     | Spanien                | 15 Verbände | 2016            | 1990                |
| Coordinamento Italiano della Lobby Europea delle Donne (Italienische Koordinierungsstelle für die EFL)                                  | Italien                | 16 Verbände | 1994            | 1990                |
| COPA-COGECA (Europäischer Bauernverband und Verband Europäischer Landwirtschaftlicher Genossenschaften)                                 | multinational          | vertreten mit seinem Women's Committee | 1958            |                     |
| Cyprus Women’s Lobby (Το Κυπριακό Λόμπυ Γυναικών)                                                                                       | Zypern                 | 16 Verbände | 2008            | 2008                |
| Deutscher Frauenrat | Deutschland            | 56 Verbände | 1969            | 1990                |
| Eesti Naisteühenduste Ümarlaud (Runder Tisch der estnischen Frauengesellschaften)                                                       | Estland                | 55 Verbände | 2003            | 2003                |
| ECICW (Europäisches Zentrum des Internationalen Frauenrats)                                                                             | multinational          | 22 Dachverbände (darunter: Deutscher Frauenring, Bund Österreichischer Frauenvereine, Alliance F)                                                                             | 1961            | 1990                |
| ECWF (Europäischer Rat der WIZO-Föderationen)                                                                                           | multinational          | | 1994            | 1994                |
| Europäische Blinden-Union (European Blind Union)                                                                                        | multinational          | unterstützendes Mitglied | 1984            | -                   |
| EDF (Europäisches Behinderten-Forum) | multinational          | 29 Nationale Dachverbände, 25 europaweite Verbände | 1996            | 1996                |
| ENoMW (Europäisches Netzwerk von Frauen mit Migrationshintergrund)                                                                      | multinational          | >40 nationale Verbände | 2012            |                     |
| ETUC (Europäischer Gewerkschaftsbund)                                                                                                   | multinational          | 99 Mitgliedsverbände | 1973            | 1990                |
| FEFAF (Fédération Européenne des femmes Actives en Familles; deutsch etwa: Europäische Föderation von Eltern daheim)                    | multinational          | 14 nationale Verbände | 1983            |                     |
| Federation of Romani and Traveller Women                                                                                                | multinational          | |                 |                     |
| Femmes en Détresse (Frauen in Not) | Luxemburg              | unterstützendes Mitglied | 1979            | -                   |
| Fraen an Gender - Centre de Information et de Documentation Femmes (Zentrum für Frauen-Information und Dokumentation)                   | Luxemburg              | unterstützendes Mitglied | 1992            | -                   |
| Griechische Koordinierungsstelle von Frauen-NGOs für die EFL (ΕΥΡΩΠΑΪΚΟ ΛΟΜΠΥ ΓΥΝΑΙΚΩΝ)                                                 | Griechenland           | >50 Verbände | 1990            | 1990                |
| Institute for Gender Studies | Malta                  | unterstützendes Mitglied | 1981            | -                   |
| International Alliance of Women | multinational          | >50 Organisationen | 1904            | 1990                |
| International Council of Jewish Women (Internationaler Jüdischer Frauenrat)                                                             | multinational          | | 1912            | 1990                |
| International Federation of Women in Legal Careers (Internationale Föderation von Frauen in Rechtsberufen)                              | multinational          | | 1928            |                     |
| Latvijas Sieviesu Organizaciju Sadarbibas tikls (Kooperationsnetzwerk der Lettischen Frauenorganisationen)                              | Lettland               | 37 Verbände und 7000 Privatmitglieder | 2003            | 2003                |
| Lietuvos Moterų Lobistinė Organizacija (Litauische Frauenlobby-Organisation)                                                            | Litauen                | |                 |                     |
| Kvinderaadet (Frauenrat) | Dänemark               | 45 Verbände (repräsentiert > 1 Mio. Mitglieder) | 1899            | 1990                |
| Magyar Nöi Erdekérvényesitö Szövetség (Ungarische Allianz der Frauenverbände)                                                           | Ungarn                 | 19 Verbände | 2003            | 2003                |
| Malta Confederation of Women’s Organisations (Maltesische Konföderation der Frauenorganisationen)                                       | Malta                  | |                 |                     |
| Mazedonische Frauenlobby (Македонското женско лоби)                                                                                     | Mazedonien             | | 2001            | 2001                |
| Medical Women’s International Association (Weltärztinnenbund)                                                                           | multinational          | | 1919            |                     |
| Mreza za Evropski Zenski Lobi (Serbisches Netzwerk für die EFL)                                                                         | Serbien                | | 2009            | 2013                |
| National Council of Women of Malta (Nationaler Frauenrat von Malta)                                                                     | Malta                  | unterstützendes Mitglied | 1964            | -                   |
| National Women’s Council of Ireland (Nationaler Frauenrat von Irland)                                                                   | Irland                 | >170 Verbände | 1973            | 1990                |
| Nederlandse Vrouwen Raad (Niederländischer Frauenrat)                                                                                   | Niederlande            | >50 Verbände (vertritt > 1 Mio. Mitglieder) | 1898            | 1990                |
| Network of East-West Women Polska (Netzwerk West-östlicher Frauen, Polen)                                                               | Polen                  | 9 Verbände | 1991            | 2003                |
| Nytkis (Koalition der Finnischen Frauengesellschaften)                                                                                  | Finnland               | 11 Verbände (8 parteinahe und 3 universitäre) | 1988            |                     |
| Österreichischer Frauenring (ÖFR) | Österreich             | > 40 Verbände (aus Parteien, Berufsständen, Gewerkschaften, Kirchen, Unabhängigen: > 1 Mio. Mitglieder)                                                                       | 1969            |                     |
| Plataforma Portuguesa para os Direitos das Mulheres (Portugiesische Plattform für Frauenrechte)                                         | Portugal               | 18 Verbände | 2004            | 1990                |
| Romanian Women’s Lobby (Rumänische Frauenlobby)                                                                                         | Rumänien               | | 2007            | 2007                |
| Soroptimist International of Belgium | Belgien                | unterstützendes Mitglied | 1939            | -                   |
| Soroptimist International of Europe | multinational          | | 1924            |                     |
| SOS Sexisme | Frankreich             | unterstützendes Mitglied |                 | -                   |
| Sveriges Kvinnolobby (Schwedische Frauenlobby)                                                                                          | Schweden               | 49 Verbände | 1997            | 1997                |
| Terre des Femmes | Deutschland            | unterstützendes Mitglied | 1981            | -                   |
| UK Joint Committee on Women (Frauenkomitee-Verbund des Vereinigten Königreichs)                                                         | Vereinigtes Königreich | 4 Landesteile (National Alliance of Women’s Organisations; Northern Ireland Women’s European Platform; Engender; Women’s Equality Network Wales), jeweilige Mitgliedsverbände | unterschiedlich | 1990                |
| University Women of Europe | multinational          | | 1981            | 1990                |
| WOCAD - Women's organizations committee on Alcohol and Drug Issues (Komitee der Frauenorganisationen gegen Alkohol- und Drogenprobleme) | Schweden               | unterstützendes Mitglied | 1943            | -                   |
| Women’s International League for Peace and Freedom                                                                                      | multinational          | | 1919            |                     |
| World Association of Girl Guides and Girl Scouts                                                                                        | multinational          | 62 Pfadfinderverbände aus 39 EU-Ländern | 1928            | 1990                |
| Europäische YWCA | multinational          | 24 nationale YWCA-Verbände |                 | 1990                |
| Ženská Loby Slovenska (Slowakische Frauenlobby)                                                                                         | Slowakei               | 27 Verbände |                 |                     |
| Ženska mreža Hrvatske (Frauennetzwerk Kroatien)                                                                                         | Kroatien               | 39 Verbände (repräsentiert nach fünf Regionen) | 1996            |                     |
| Ženski lobi Slovenije (Slowenische Frauenlobby)                                                                                         | Slowenien              | 8 Verbände | 2006            | 2009                |